# Jacob Denner
Jacob Denner (1681 – 1735) è stato un costruttore di strumenti a fiato tedesco.

## Biografia
Jacob Denner è figlio e successore del costruttore di strumenti a fiato Johann Christoph Denner, già famoso e stimato durante la sua vita. Con lui il flauto traverso prende il sopravvento nell'ambito della costruzione degli strumenti a fiato. In un primo momento Jacob ha realizzato i suoi flauti traversi nella forma francese in tre pezzi (ad esempio quello d'avorio conservato al Germanisches Nationalmuseum di Norimberga), ma in seguito divise il corpo in due parti. In questo modo fu uno dei primi in Germania a offrire ai propri clienti dei corpi di ricambio per adattare il flauto ai vari diapason utilizzati allora; probabilmente riprese questa invenzione dalla ditta Naust di Parigi. I suoi flauti hanno una cameratura piuttosto ampia rispetto ai famosi flauti di Grenser e sono l'ideale per la musica di Johann Sebastian Bach (1685-1750).
Denner ha costruito anche flauti dolci, oggi conservati in vari musei e collezioni private, in parte frequentemente riprodotti. Il flauto dolce contralto del Musikhistorisk Museum di Copenaghen è considerato il miglior strumento di Denner.
Come suo padre, Jacob Denner fu famoso anche al di fuori dei confini per la straordinaria qualità dei suoi strumenti: questo gli ha permesso di essere riconosciuto come maestro straordinario nonostante le rigidissime regole del Rugsamt senza anni di tirocinio né esame di abilitazione. Siccome Norimberga si trovava al centro dell'Europa di allora, Vienna e Amsterdam erano entrambe facilmente raggiungibili attraverso gli itinerari commerciali e le vie d'acqua. Oggi rimangono solo poche tracce dell'allora fiorente mercato di strumenti musicali di Norimberga.
Uno strumento alquanto insolito proveniente dal laboratorio di Denner è un tardo tipo di pommer (una taglia grave di bombarda); in realtà si tratta più di un oboe semplificato con un padiglione al posto dell'usuale campana. Probabilmente questo strumento è stato concepito più per motivi di potenza sonora e di timbro che per interesse storico.

## Il flauto traverso di Denner
Nell'autunno del 1991, nella soffitta di una vecchia casa destinata alla demolizione nei pressi di Norimberga, è stata ritrovata una cassetta di legno, apparentemente una volta preziosa: conteneva un flauto, e sembrava non essere stata aperta negli ultimi duecento anni.
Il flauto è di legno di bosso, originariamente tinto fino a fargli assumere una colorazione quasi nera con acido nitrico: era firmato con uno stendardo con scritto "I DENNER" dentro e sotto un abete con le lettere I e D ai due lati del tronco. Nessun flauto conosciuto di Denner dispone di così tanti corpi di ricambio, e mai si era visto prima un corpo che facesse funzionare un flauto come flauto d'amore.
Lo scolorimento della tinta sui corpi lascia intendere che il flauto nel XVIII secolo sia stato suonato quasi esclusivamente con il corpo più piccolo, ossia a 422 Hz circa.
Lo strumento è suonabile; possiede un suono insolitamente pieno e definito, scuro e ricco di sfumature.
Secondo l'opinione di esperti si tratta del flauto più completo e meglio conservato di tutta la prima metà del XVIII secolo. La Stiftung Kunst und Kultur del Land Renania Settentrionale-Vestfalia riuscì ad acquistarlo, mettendolo a disposizione dei ricercatori e per concerti e incisioni.
Il flauto traverso di Denner viene citato nel romanzo Die Dunklen di Ralf Isaus.